# Bethany Mota
Bethany Noel "Beth" Mota (sinh ngày 7 tháng 11 năm 1995) là một video blogger người Mỹ. Khởi đầu với kênh YouTube của cô, Macbarbie07, đã tạo vào năm 2009. Hiện tại, kênh YouTube này đang có 10.5 triệu lượt đăng ký với hơn 964.8 triệu lượt xem.

## Đĩa nhạc
| Năm  | Đĩa đơn                                          | Vị trí cao nhất | Album |
| Năm  | Đĩa đơn                                          | DEN             | Album |
| ---- | ------------------------------------------------ | --------------- | ----- |
| 2014 | "Need You Right Now" (hợp tác với Mike Tompkins) | 30              |       |

## Điện ảnh
| Năm  | Tên                       | Vai                                                | Chú thích                  |
| ---- | ------------------------- | -------------------------------------------------- | -------------------------- |
| 2014 | Project Runway            | Giám khảo                                          | Mùa 13, tập 4              |
| 2014 | Dancing with the Stars    | Contestant on season 19                            | Kết thúc với vị trí thứ tư |
| 2018 | Celebrity Undercover Boss | Boss / Expert advisor on Celebrity Undercover Boss |                            |

## Giải thưởng và đề cử
| Năm  | Giải thưởng        | Thể loại                        | Người đề cử | Kết quả   |
| ---- | ------------------ | ------------------------------- | ----------- | --------- |
| 2014 | Teen Choice Awards | Choice Web Star: Female         | Herself     | Đoạt giải |
| 2014 | Teen Choice Awards | Choice Web Star: Fashion/Beauty | Herself     | Đề cử     |
| 2014 | Streamy Awards     | Entertainer of the year         | Herself     | Đề cử     |
| 2014 | Streamy Awards     | Fashion Program                 | Herself     | Đoạt giải |
| 2015 | Teen Choice Awards | Choice Web Star: Female         | Herself     | Đoạt giải |
| 2015 | Teen Choice Awards | Choice Web Star: Fashion/Beauty | Herself     | Đề cử     |
| 2015 | Teen Choice Awards | Choice YouTuber                 | Herself     | Đề cử     |
| 2016 | Teen Choice Awards | Choice Web Star Female          | Herself     | Đề cử     |
| 2016 | Teen Choice Awards | Choice Web Star: Fashion/Beauty | Herself     | Đoạt giải |

Mota đã có tên trong "The 25 Most Influential Teens of 2014" bởi tạp chí Time năm 2014 và năm 2015.